# Zelotes albanicus
Zelotes albanicus är en spindelart som först beskrevs av Hewitt 1915.  Zelotes albanicus ingår i släktet Zelotes och familjen plattbuksspindlar. Inga underarter finns listade i Catalogue of Life.